# (26169) Ishikawakiyoshi
(26169) Ishikawakiyoshi (1995 YY) – planetoida z pasa głównego asteroid okrążająca Słońce w ciągu 3,42 lat w średniej odległości 2,27 j.a. Odkryta 21 grudnia 1995 roku.